# 첸자러
첸자러(錢嘉樂, 전가락, 영문명은 Carlo Chin 또는 Lorry Chin, 1965년 8월 6일 ~ )는 캐나다 시민권자 신분의 중화인민공화국 홍콩 특별행정구 영화 배우, 무예가, 영화 무술감독, 텔레비전 연기자, 방송인이다.

## 생애
홍콩에서 출생하였으며 지난날 한때 중화인민공화국 광둥성 포산 시 싼수이 구에서 잠시 유아기를 보낸 적이 있는 그는 1982년 홍콩 영화 《82가방객(八十二家房客)》의 단역으로 영화배우 데뷔하였고 1984년 영화 《쾌찬차(快餐車)》에 단역, 이 영화로 영화 무술감독 데뷔하였으며 1986년 영화 《황가전사(皇家戰士)》로 영화 무술 조감독 데뷔하였고 1993년 텔레비전 드라마에 첫 출연하였으며 1997년 영화 《최가박당지취가박당(最佳拍檔之醉街拍檔)》에 단역, 이 영화로 영화감독 데뷔하였다.
2012년 11월 13일 캐나다 시민권자 신분의 영화 배우 앤절라 탕(Angela Tong)과 결혼하였고 이듬해 2013년 3월 10일에 그와의 사이에서 딸을 얻었다.

## 출연 작품
- 취권 2
- 부재설분수
- 코드네임: 콜드워 (무술감독)
- 황금형제 (감독, 조연)
- 사도행자 2: 스파이 전쟁 (무술감독)